# Sự kiện UFO Little Rissington

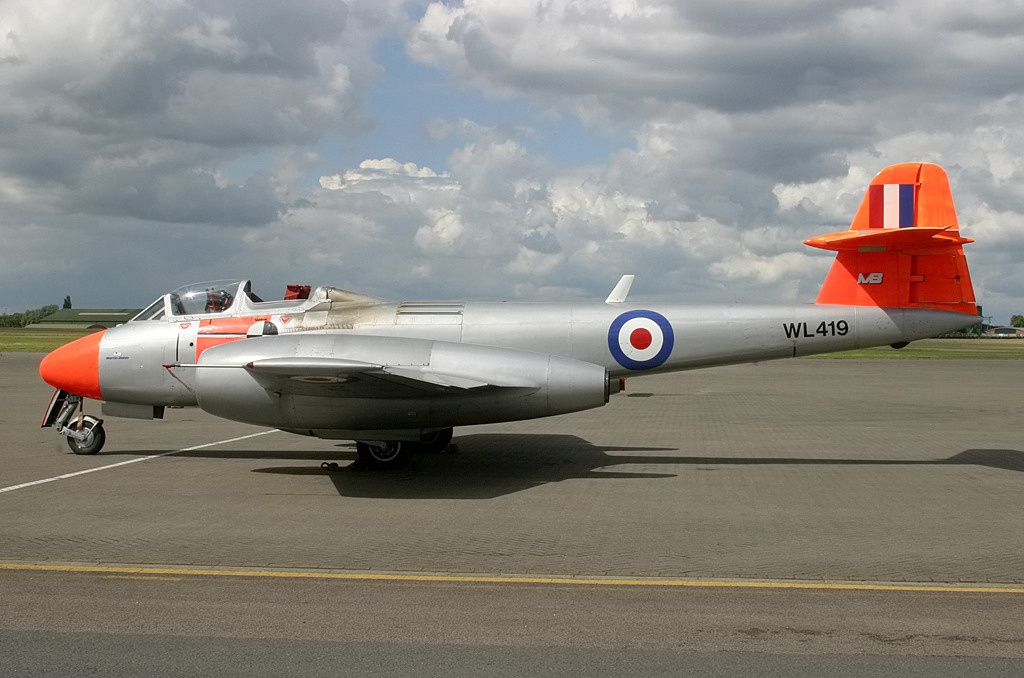
Gloster Meteor T.7

Sự kiện UFO Little Rissington là cuộc chạm trán vào tháng 10 năm 1952 giữa một chiếc tiêm kích phản lực Gloster Meteor và ba vật thể hình đĩa không xác định tại Gloucestershire nước Anh.

## Vị trí
RAF Little Rissington là một căn cứ ở phía tây đường A424 phía đông Gloucestershire, phía đông của Little Rissington ở Quận Cotswold. Từ những năm 1940, căn cứ là nhà của trường bay Central Flying School. Rìa phía đông của sân bay tiếp giáp ranh giới Oxfordshire với Gloucestershire. Sân bay là điểm mà ranh giới Gloucestershire cắt ngang A424.

## Chạm trán
Vào buổi chiều ngày 21 tháng 10 năm 1952, Đại úy (sau này là Chuẩn tướng Không quân) Michael Swiney, và Trung úy David Crofts, một phi công của Hải quân Hoàng gia, cất cánh từ căn cứ RAF Little Rissington trong một chiếc Gloster Meteor VII (T.7), chạy bằng hai động cơ Rolls-Royce Derwent, trong một chuyến bay huấn luyện. Ở độ cao 12.000 ft, họ đi qua một lớp mây để chứng kiến ba vật thể hình đĩa màu trắng, mà họ báo cáo là ở độ cao 35.000 ft. Ban đầu, các phi công tin rằng các vật thể hình đĩa là ba chiếc dù. Các phi công lưu ý rằng hình dạng của hình đĩa là 'tròn hoàn hảo', và máy bay Meteor của họ đã leo lên độ cao 35.000 ft.
Đại úy Swiney đã báo cáo việc nhìn thấy ba vật thể đĩa cho Bộ phận kiểm soát mặt đất của mình tại RAF Sopley, và đột ngột hủy bỏ chuyến bay huấn luyện. Trung úy Crofts hỏi có nên theo đuổi ba vật thể này hay không, nhưng Đại úy Swiney từ chối. Ba vật thể băng qua đường đi của Meteor, từ trái sang phải (mạn phải). Các vật thể vẫn ở bên phải của họ. Trong một phần nhỏ của giây, số vật thể ấy bỗng dưng biến mất.

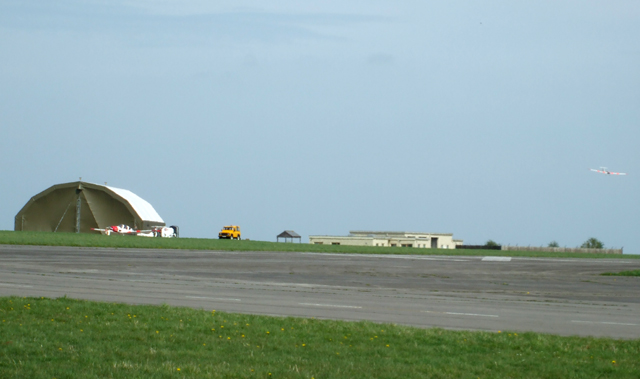
RAF Little Rissington vào tháng 2 năm 2011

### Báo cáo radar
ATCC Gloucester (RAF Staverton, nay là Sân bay Gloucestershire bên cạnh giao lộ 11 của M5) đã xác nhận ba vật thể mà các phi công đã nhìn thấy. Hai máy bay Meteor F.8 của Bộ Tư lệnh Chiến đấu cơ RAF đã lao vào đánh chặn nhóm vật thể này. Nhóm vật thể đang hướng về phía đông với tốc độ 600 hải lý/giờ. Máy bay chiến đấu đã không có dip tiếp xúc với vật thể.
RAF Southern Sector, có trụ sở tại Wiltshire, đã phát hiện ba vật thể xâm nhập không phận của họ ở tốc độ 3.000 mph.

## Công khai
Sự việc được đề cập trong ấn bản (Tập 1, Mùa 23) của Timewatch trên kênh BBC Two mang tên Britain's X Files vào ngày 9 tháng 1 năm 2004, do Michael Wadding đạo diễn và John Farren biên tập. Nó được đề cập trong Mùa 2 của bộ UFO Files.